# Ecologistes Grecs
Ecologistes Grecs (grec Έλληνες Οικολόγοι, Ellines Ιkologi) abans Unió d'Ecologistes (grec Ένωση Οικολόγων, Enosi Ιkologon) és un partit polític grec de caràcter ecologista dirigit per Dimosthenis Vergis, un treballador autònom, sindicalista, periodista i activista pacifista. És oposat als Verds Ecologistes.
Vergis s'ha caracteritzat per desplegar fotografies de nus femenins a la seva campanya, i fins i tot ell mateix ha posat nu als cartells electorals del partit, com el de les eleccions legislatives gregues de 2000. A les eleccions de 2004 se li va prohibir la participació per ordre del Tribunal Suprem Grec.

## Resultats electorals
| 1993 | Parlament         | 5,378  | 0.08 | - |
| 1994 | Parlament europeu | -      | -    | - |
| 1996 | Parlament         | 19,934 | 0.29 | - |
| 1999 | Parlament europeu | 30,684 | 0.48 | - |
| 2000 | Parlament         | 20,466 | 0.30 | - |
| 2004 | Parlament         | -      | -    | - |
| 2004 | Parlament europeu | 32,956 | 0.54 | - |
| 2007 | Parlament         | 1,740  | 0.02 | - |